# Herbert Hans Haupt

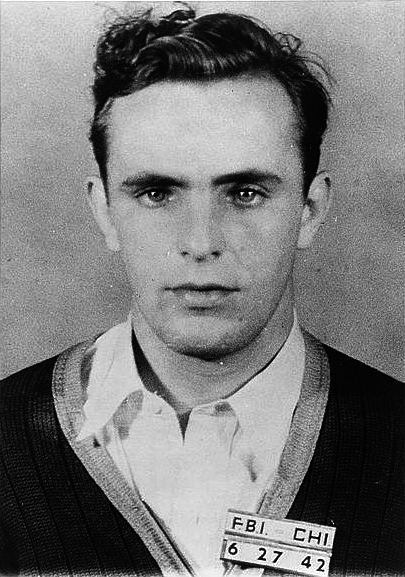
Mugshot von Herbert Hans Haupt (1942)

Herbert Hans Haupt (* 21. Dezember 1919 in Stettin; † 8. August 1942 in Washington, D.C.) war ein deutschamerikanischer Spion im Auftrag von Nazideutschland während des Zweiten Weltkriegs im Rahmen der Operation Pastorius. Haupt war der einzige amerikanische Staatsbürger, der von den Vereinigten Staaten wegen Kollaboration mit den Achsenmächten hingerichtet wurde.

## Frühes Leben
Geboren in Stettin im Deutschen Reich, war Haupt der Sohn von Hans Max und Erna Haupt (geb. Froehling). Hans Haupt war ein Veteran der kaiserlichen deutschen Armee des Ersten Weltkriegs, der 1923 nach Chicago kam, um hier Arbeit zu finden. Seine Frau und sein Sohn folgten 1925. Herbert Haupt wurde 1930, im Alter von 10 Jahren, Bürger der Vereinigten Staaten, als seine Eltern eingebürgert wurden. Er besuchte die Lane Tech High School und arbeitete später als Optikerlehrling bei der Simpson Optical Company. Als Jugendlicher war Haupt Mitglied in der Junior League des Amerikadeutschen Bundes.
In den Jahren vor dem Krieg äußerte sich Haupt wiederholt positiv über den Nationalsozialismus. Einmal schlug ein Bekannter, Lawrence J. Jordan, Haupt ins Gesicht, nachdem er auf einer Party in einer Sturmtruppenuniform erschienen war und sich für den Nationalsozialismus ausgesprochen hatte.

## Zweiter Weltkrieg
Im Jahr 1941 brach Haupt mit zwei Freunden, Wolfgang Wergin und Hugo Troesken, nach Mexiko auf, nachdem seine Freundin schwanger geworden war. Troesken wurde an der mexikanischen Grenze zurückgewiesen, weil er sich nicht ausweisen konnte, aber Haupt und Wergin reisten weiter. Da sie in Deutschland geboren waren (und somit von Deutschland immer noch als Staatsbürger betrachtet wurden), besorgen die beiden sich bei der Botschaft in Mexiko-Stadt deutsche Pässe.
Sie kamen als Nächstes nach Japan, wo sie in einem Kloster Auskunft fanden, welches sich als eine Art Arbeitslager erwies. Sie flüchteten und fanden auf einem deutschen Handelsschiff auf dem Weg nach Frankreich Arbeit. Haupt und Wergin kamen in Frankreich an, als die Japaner Pearl Harbor angriffen, woraufhin Adolf Hitler den Vereinigten Staaten den Krieg erklärte. In Europa gestrandet, zog Haupt zu seiner Großmutter nach Stettin. Wergin meldete sich zur Wehrmacht.
Als ziviler Küstenwächter wurde Haupt mit dem Eisernen Kreuz 2. Klasse und dem Blockadebrecherabzeichen ausgezeichnet, weil er als Ausguck auf dem Weg nach Frankreich seinem Passagierschiff geholfen hatte, die britische Blockade zu umgehen. Dies erregte die Aufmerksamkeit der Abwehr, die ihn als Saboteur für die Rückkehr nach Amerika rekrutierte. Haupt betonte später, dass er den Auftrag nur angenommen habe, um nach Hause zurückzukehren.

### Operation Pastorius
Die Operation Pastorius begann mit 12 englischsprachigen Deutschen, die an einer Sabotageschule in Brandenburg zu Geheimagenten ausgebildet wurden. Acht von ihnen wurden nach absolvierter Ausbildung per U-Boot in die Vereinigten Staaten geschickt, um die US-Kriegsindustrie mit Sabotageaktionen zu schädigen. Haupt und drei andere landeten am 17. Juni 1942 in Ponte Vedra Beach, Florida. Die restliche Gruppe landete auf Long Island.
Haupt nahm umgehend einen Zug von Jacksonville nach Chicago, wo er bei seinen Eltern wohnte und seine sitzengelassene Freundin besuchte, die das gemeinsame Kind durch eine Fehlgeburt verloren hatte. Er versprach seiner Freundin nun die Ehe und erzählte überall herum, dass er im Auftrag der deutschen Regierung unterwegs war. Möglicherweise hatte Haupt die Absicht, bis zum Ende des Krieges inaktiv zu bleiben. Zwei Mitglieder der Long-Island-Gruppe, George John Dasch und Ernst Peter Burger, hatten sich jedoch fast sofort den amerikanischen Behörden gestellt, da sie Bedenken bekommen hatten und die Namen der anderen Mitglieder ihrer Gruppen genannt. Haupt und seine Eltern wurden am 27. Juni in Chicago verhaftet.

## Prozess und Hinrichtung
Herbert Haupt und die anderen sieben „U-Boot-Fahrer“ wurden nach Washington, D.C., gebracht, wo sie vor ein Militärgericht gestellt wurden. Alle wurden für schuldig befunden, Spione zu sein, und obwohl sie keine Sabotageakte verübt hatten, wurden alle acht von ihnen – darunter Haupt – zum Tode verurteilt. Dasch und Burgers Todesstrafen wurden bald darauf von Präsident Roosevelt in lange Haftstrafen umgewandelt und beide wurde 1948 begnadigt und nach Deutschland abgeschoben. Haupt, Edward John Kerling, Hermann Neubauer, Werner Thiel, Heinrich Heinck und Richard Quirin wurden am 8. August 1942 auf dem elektrischen Stuhl hingerichtet. Der letzte nicht zugestellte Brief von Haupt an seinen Vater lautete: „Versuche, es nicht zu schwer zu nehmen. Ich habe all meinen Freunden und Verwandten, die nichts Unrechtes getan haben, nichts als Kummer gebracht, meine letzten Gedanken gelten meiner Mutter“.